# HD77511
HD77511 — хімічно пекулярна зоря спектрального класу A5, що має видиму зоряну величину в смузі V приблизно  7,7.
Вона  розташована на відстані близько 504,9 світлових років від Сонця.

## Пекулярний хімічний склад
Зоряна атмосфера HD77511 має підвищений вміст 
Cr
.